# لوکاس ورونز
لوکاس ورونز (انگلیسی: Lucas Veronese؛ زادهٔ ۶ فوریهٔ ۱۹۹۱) بازیکن فوتبال اهل فرانسه است.
از باشگاه‌هایی که در آن بازی کرده‌است می‌توان به باشگاه فوتبال نیس و باشگاه ورزشی آمیان اشاره کرد.